# 村田珠光

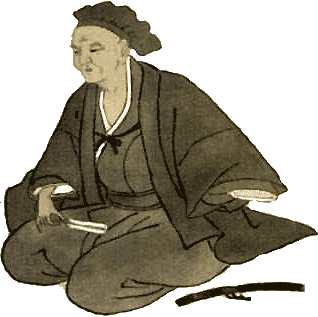
村田珠光的畫像，藏於奈良稱名寺。

村田珠光（日語：村田 珠光，平假名：むらた じゅこう；1422年或1423年—1502年6月19日或8月20日）是生活於日本室町時代中期的日本茶道重要先驅。他是「侘茶」（日語：わび茶、わびちゃ、侘び茶）的創始者。
活躍於與日本茶道密切相關領域的一休宗純與他生活在同一時代。

## 生平
父亲是作为検校的村田杢市。幼名茂吉、木一子。早年进入奈良浄土宗的称名寺出家，但是由于讨厌寺庙生活而上京，住在京都三条学习茶道。30岁左右成为禅僧，曾经至一休宗纯处参禅。他和能阿弥的关系也很深厚。曾在能阿弥的手下学习茶道。此后，受到能阿弥的引荐，成为了将军足利义政的茶师。后还俗，在“六条堀川醒ヶ井通西”开设了茶屋。后在京都去世。

## 珠光的茶道
源于能阿弥的“会所之茶”，同时学习了受到能乐和连歌影响的一休宗纯的茶道，创造了追求能乐和连歌的精神深度和茶禅一味精神的“侘茶”。珠光创造的茶室是缩小至四疊半，书院风的宝形造。
珠光虽不能说是他所创造的侘茶的完成者，但可以说他把精神遗产传递给了他那些富裕的后继者们。一个明显的例子就是他对于茶聖千利休的影响。他的时代距离茶道文化的成熟还需要大约80年。